# Jackie DeShannon
Jackie DeShannon, född som Sharon Lee Myers den 21 augusti 1941 i Hazel, Kentucky, USA, är en amerikansk sångare och låtskrivare. Hon släppte under 1960- och 1970-talen ett stort antal singlar och album som soloartist, varav ett fåtal blev uppmärksammade i större skala. Hon hade större framgång som låtskrivare.
DeShannon skivdebuterade 1956 under artistnamnet Sherry Lee, och antog namnet Jackie DeShannon 1958. Hon gjorde sig först känd som den som först spelade in låtarna "Needles and Pins" och "When You Walk in the Room" vilka kort senare blev mycket större hitsinglar i brittiska gruppen The Searchers versioner. I Sverige var dock hennes version av den sistnämnda låten en något större hit än den med The Searchers och låg två veckor på Tio i topp-listan.
Hennes första hit som sångare var "What the World Needs Now Is Love" från 1965. Låten var skriven av Hal David och Burt Bacharach och nådde sjundeplatsen på Billboard Hot 100. Hennes andra stora hitsingel var den delvis egenkomponerade "Put a Little Love in Your Heart" från 1969. Låten nådde fjärdeplatsen på amerikanska singellistan.

## Diskografi
Album
- Jackie DeShannon (1963)
- Breakin' It Up On The Beatles Tour (1964)
- In The Wind (1965)
- This Is Jackie DeShannon (1965)
- Are You Ready For This (1966)
- For You (1967)
- New Image (1967)
- Laurel Canyon (1968)
- Me About You (1968)
- What The World Needs Now (1968)
- Put A Little Love In Your Heart (1969)
- To Be Free (1970)
- Songs (1971)
- Jackie (1972)
- Your Baby is a Lady (1974)
- New Arrangement (1975)
- You're The Only Dancer (1977)